# Carlos Fanta
Luis Carlos Fanta Tomaszewski (* 21. August 1890 in Chillán; † 8. Dezember 1964 in Santiago de Chile) war ein chilenischer Fußballspieler, -trainer, -schiedsrichter, -funktionär und Sportjournalist. 1916 trainierte Fanta die chilenische Nationalmannschaft bei der ersten ausgetragenen Südamerikameisterschaft.

## Karriere

### Verein
Carlos Fanta, geboren 1890 in Chillán in einer deutsch-polnischen Einwanderer-Familie, spielte schon in der weiterführenden Schule Fußball für die Schulmannschaften und war zudem Teamkapitän. Da es noch keinen landesübergreifenden Verband gab, konnte Fanta zeitgleich 1905 für Santiago National sowie 1906 bis 1907 für den CD Magallanes in der Asociación de Football de Santiago und mit der Schulmannschaft in der Asociación Arturo Prat spielen. Nach dem Abschluss spielte er erneut für Santiago National.
Mit Beginn seines pharmazeutischen Studiums an der Universidad de Chile 1912 schloss sich Fanta dem Club Atlético Internado an, dessen Mitbegründer und Präsident er war. Der Klub ging später in dem heutigen CF Universidad de Chile auf. 1917 schloss Fanta sein Studium ab und spielte noch bis 1919 für Internado, aber 1916 allerdings für die zweite Mannschaft des Klubs.
Carlos Fanta nahm zudem an interstädtischen Auswahlduellen teil, speziell von Santiago de Chile gegen Valparaíso. Der Torwart wurde zudem zu einem der ersten Länderspiele Chiles im Mai 1910 gegen Argentinien nominiert, sagte jedoch ab. 1913 spielte Fanta für Chile bei einer Reise nach Brasilien in einem inoffiziellen Länderspiel gegen Liga Campista.
Anlässlich seiner 40-jährigen Tätigkeit als Leiter sportlicher Aktivitäten zeichnete ihn die Regierung mit der Verdienstmedaille für den chilenischen Sport aus.

### Schiedsrichter
Carlos Fanta war als Schiedsrichter immer sehr aktiv und leitete ab 1905 Fußballspiele in der Asociación Arturo Prat und der Asociación de Football de Santiago. Auf der Reise des chilenischen Nationalteams 1913 nach Brasilien pfiff er auch drei Spiele gegen brasilianische Auswahlmannschaften. Beim Campeonato Sudamericano 1916 pfiff der Trainer Chiles alle Spiele ohne chilenische Beteiligung, darunter auch das eigentliche Finale zwischen Uruguay und Argentinien, das wegen des Zuschauerandrangs auf den Folgetag verschoben wurde.
Auch in den Südamerikameisterschaften 1917, 1920 und 1924 pfiff Fanta als Schiedsrichter Spiele. 1924 war er Spielleiter des Finals Uruguay gegen Argentinien.
Zudem war Fanta Schiedsrichter des Entscheidungsspiels in der ersten Saison in der chilenischen Primera División zwischen dem CD Magallanes und dem CSD Colo-Colo.

### Trainer
Carlos Fanta war der erste offizielle Trainer der chilenischen Nationalmannschaft im Jahr 1916. Er führte das Team beim ersten Campeonato Sudamericano 1916, bei dem La Roja nach den beiden Niederlagen gegen Uruguay und Argentinien ein Unentschieden gegen Brasilien erreichte. Nach dem Campeonato stand Fanta noch bei zwei Freundschaftsspielen an der Seitenlinie.

### Journalismus
Seine Journalismuskarriere startete Fanta bei der Zeitung La Mañana, bei der er von 1914 bis 1916 Direktor der Sportabteilung war. Zudem war er bei den Sportmagazinen Match und Los Sports aktiv. Ein Jahr später wechselte Carlos Fanta zu La Nación, bei der er die Sportabteilung aufbaute und dort auch bis zu seiner Pensionierung blieb. Als Korrespondent war Fanta bei den Olympischen Sommerspielen 1928 bei der ersten gewonnene Medaille für Chile.